# Robert Nathan

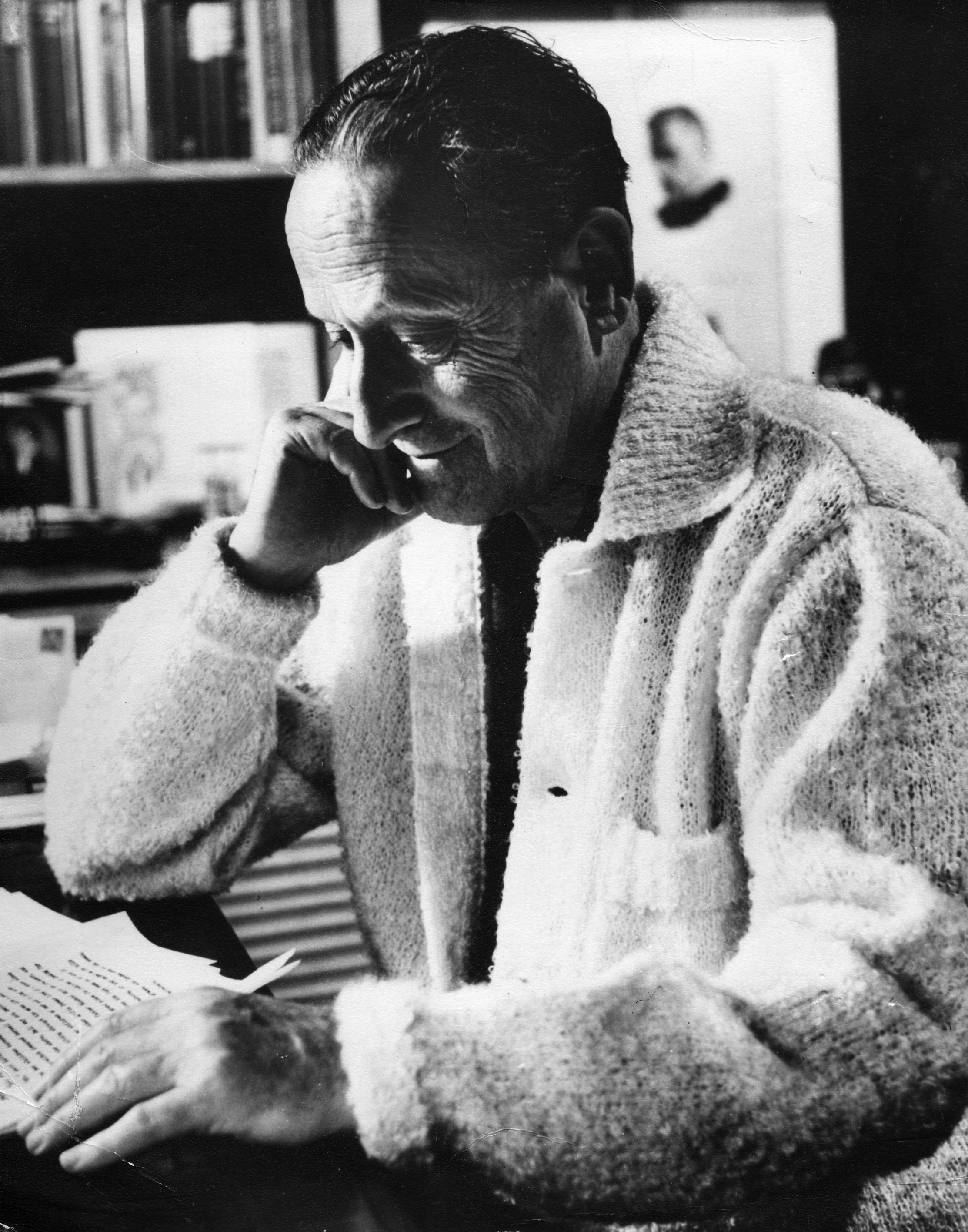
Robert Nathan

Robert Nathan (* 2. Januar 1894 in New York City; † 25. Mai 1985 in Los Angeles, Kalifornien) war ein US-amerikanischer Schriftsteller.

## Leben und Karriere
Robert Nathan stammte aus einer angesehenen New Yorker Familie, Verwandte von ihm waren der Jurist Benjamin N. Cardozo und die Dichterin Emma Lazarus. Er besuchte die Phillips Exeter Academy und später die Harvard University. Die Zeit in Harvard weckte Nathans Interesse am Schreiben, er brach sein Studium ab und arbeitete fortan in der Werbebranche. Nathans erster, teilweise autobiografischer Roman Peter Kindred erschien im Jahr 1919 und handelte von einem schüchternen Außenseiter in Harvard. Peter Kindred erwies sich als erfolglos, woraufhin Nathan sich in den 1920er-Jahren dem Verfassen von Gedichten und fantastischen Romanen zuwandte. Sein 1927 erschienener Roman The Bishop's Wife wurde beispielsweise 1947 mit Cary Grant in der Hauptrolle verfilmt. Er konnte sich bald einen Namen machen, so soll F. Scott Fitzgerald ihn einmal als einen Lieblingsautor von sich bezeichnet haben.
Nathans Werk gilt als umfangreich, bis in die 1970er-Jahre brachte er jedes Jahr eines oder zwei Werke heraus, von denen einige zu Bestsellern wurden. Nathan hatte sowohl treue Anhänger als auch Kritiker, die seinen als schrullig geltenden Fantasiegeschichten nichts abgewinnen konnten. Der amerikanische Historiker Herbert Feist bescheinigte Nathan in den 1960er-Jahren, er behandele bittere Realitäten mit Fantasie und einer gewissen Ironie, dadurch habe er über einen so langen Zeitraum von mehreren Generationen Erfolge verzeichnet. Sein wahrscheinlich größter Erfolg war der 1940 veröffentlichte Fantasyroman Portrait of Jeanny, welcher die Liebesgeschichte eines armen Malers in der Great Depression mit einem Geist erzählt. Der Roman gilt als kleinerer Klassiker der Fantasyliteratur, über den sich unter anderem Ray Bradbury („es berührt und ängstigte mich (...)“) und Michael Bishop („Ein fast perfektes kleines Buch“) lobend äußerten. 1948 wurde der Roman von William Dieterle mit Joseph Cotten und Jennifer Jones in den Hauptrollen verfilmt.
Bei mehreren Hollywood-Filmen betätigte er sich in den 1940er-Jahren auch als Drehbuchautor, weshalb er Anfang der 1940er-Jahre auch nach Los Angeles zog. 1975 erschien das letzte Werk des 81-jährigen Nathan unter dem Titel Heaven and Hell and the Megas Factor. Anschließend arbeitete er noch einer Autobiografie, ließ das Projekt aber wegen seiner schwächelnden Gesundheit und einer Enttäuschung über die veränderte Welt fallen. „Was ich wirklich will ist es, den Menschen Halt in dieser Wildnis aus Tod und Ärgernis zu geben. Und mir selbst auch. Daher, wenn ich es kann, versuche ich das Gift und den Hass aus meinen Büchern zu nehmen; aber ich hasse trotzdem, genauso.“
Robert Nathan – der in seinem New-York-Times-Nachruf als „gutaussehender, liebenswürdiger und höflicher Mann“ beschrieben wurde – hatte ein turbulentes Privatleben, seine ersten fünf Ehen wurden geschieden, seine sechste Frau starb. In siebter Ehe war er von 1970 bis zu seinem Tod mit der britisch-US-amerikanischen Schauspielerin Anna Lee verheiratet.
1936 wurde er in die American Academy of Arts and Letters gewählt.

## Filmografie (Auswahl)
Als Drehbuchautor
- 1944: The White Cliffs of Dover
- 1945: Urlaub für die Liebe (The Clock)
- 1950: Liebeslied auf Tahiti (Pagan Love Song)

Verfilmungen seiner Werke
- 1935: One More Spring – Regie: Henry King, mit Janet Gaynor, Warner Baxter,
- 1946: Wake Up and Dream
- 1947: Jede Frau braucht einen Engel (The Bishop’s Wife)
- 1949: Jenny (Portrait of Jennie)
- 1996: Rendezvous mit einem Engel (The Preacher’s Wife)